# Cerkev sv. Duha, Zatolmin
Cerkev sv. Duha Javorca blizu Zatolmina je podružnična cerkev Župnije Tolmin. Nahaja se v Javorci (571 mnm) nad planino Polog in je okrog 8 km oddaljena od jedra vasi. Zgrajena je bila kot spominska cerkev za padle vojake na Soški fronti. Poleg cerkvice se nahaja še Blekova domačija, ki je bila po potresu v Posočju leta 1998 obnovljena, vendar danes ni naseljena. Dostop do Javorce oziroma cerkvice je po cesti iz Zatolmina, ki se vije po strmih pobočjih nad koriti reke Tolminke in preči številne gorske potoke in manjše slapove. Nedaleč je stalno naseljena domačija Zastenar.
Cerkev sv. Duha je bila zgrajena med 1. marcem in 1. novembrom leta 1916, v času bojev na Soški fronti. Zasnoval jo je dunajski arhitekt, tedaj nadporočnik Remigius Geyling, avstrijski slikar in scenograf, ki je na Dunaju prijateljeval z Gustavom Klimtom. Vodja del je bil Madžar Geza Jablonsky, zgradili pa so jo prostovoljno vojaki 3. gorske brigade avstro-ogrske vojske, oziroma različni mojstri, ki so se skupaj znašli na bojiščih Soške fronte. Spominska cerkev je zgrajena pretežno iz lesa: oltar, strop, podporni stebri in stene, v katere so vžgana imena padlih vojakov (bilo naj bi jih 2808). Ob vhodnih vratih je napis Ultra cineres hostium ira non superest (Sovraštvo naj ne sega prek pepela umrlih). Zvonik ima en zvon in sončno uro.
Spominska cerkev Sv. Duha v Javorci v dolini reke Tolminke pri Tolminu od leta 2018 ponosno nosi znak evropske dediščine (ZED), s čimer se pridružuje 38 tovrstnim spomenikom v Evropi. V Sloveniji je med njimi še Bolnica Franja. Najvišje evropsko priznanje za skupno dediščino je Javorca prejela zaradi vrednot, ki jih predstavlja. Posvečena je padlim vojakom v 1. svetovni vojni, ne glede na njihov izvor in kulturo, vojaki so jo tudi gradili. S tem predstavlja vrednote kot so mir, človeško dostojanstvo, spoštovanje različnih kultur, veroizpovedi in narodnosti. Evropska komisija je z dodelitvijo znaka Javorco priznala kot kraj evropskega spomina in poudarila pomen miru.